# Les Guignols d'Abidjan
Les Guignols d'Abidjan est une production ivoirienne de série télévisée conçue par le studio D.C. Productions-Côte d'Ivoire dans l'optique d'apporter aux Ivoiriens et aux Africains francophones un divertissement conçu chez eux.

## Histoire
Le concept était de transformer les histoires des quartiers populaires de la ville d'Abidjan en sketchs, courts et longs métrages dont les personnages sont incarnés par des acteurs africains comme Michel Gohou et ses compagnons: Nastou, Wabehi, Yap's La Tueuse, feu Sedatif et feu Vieux Siriki, sans oublier Dao. Toutes les productions des Guignols d'Abidjan sont tournées en français, ce qui a contribué à leur succès en Afrique francophone et dans les communautés africaines à travers le monde. Ce succès est aussi l'œuvre de l'encadrement technique: Daniel Cuxac, initiateur du projet et fondateur de DC Productions, Mlle Coulibaly, et René Williams Koué Bi, producteur, scénariste et réalisateur. Les productions des Guignols d'Abidjan ont révélé au public ivoirien et africain des acteurs ivoiriens comme Adama Dahico, Dosso, Abbas.

## Filmographie
- On s'débrouille (Vol A) Scenario: Les Guignols - Réal: Mlle Coulibaly
- Mon Chat N'attrape Plus de Souris (Vol B) Scenario: Les Guignols - Réal: Mlle Coulibaly
- Djinamori (Vol C) Scenario: Les Guignols - Réal: Mlle Coulibaly
- Le Scorpion (Vol D) Scenario: René Williams Koué Bi - Réal: René Williams Koué Bi
- La vie d'artiste (Vol E) Scenario: René Williams Koué Bi - Réal: René Williams Koué Bi
- Le Fourneau (Vol F) Scenario: René Williams Koué Bi - Réal: René Williams Koué Bi
- Les malfrats 1  (Vol G) Scenario: René Williams Koué Bi - Réal: René Williams Koué Bi
- Les malfrats 2 (Vol H) Scenario: René Williams Koué Bi - Réal: René Williams Koué Bi
- Crédit (Vol I) Scenario: René Williams Koué Bi - Réal: René Williams Koué Bi
- Coup d'État (Vol J) Scenario: René Williams Koué Bi - Réal: René Williams Koué Bi
- Panier à Crabes (Vol K) Scenario: René Williams Koué Bi - Réal: René Williams Koué Bi
- Tel père, tel fils (Vol L) Scenario: René Williams Koué Bi - Réal: René Williams Koué Bi
- Ce qui est dit est dit (Vol M)
- Toi même tu sais (Vol N)
- Gnafou Gnafou, Rire ou Mourir (Vol O)
- Tchoko Tchoko y a pas match (Vol P)
- Cohabitation gban gban (Vol Q)
- Nous za fous de ca (Vol R)
- Cocoti Kouadio (Vol Z)
- Les mariés du net événement cinématographique africain de l'année 2005
- Les mariés pas net (les marié du net 2)
- Affaire sur batterie(évènement)
- Couvre-moi mon ami - L'irresponsable
- Cinéma africain
- La vengeance a deux visages
- Ya pas l'argent, ya cimetiere"
- Le Blanchisseur
- Façon tu Viens au Pouvoir C'est Comme ça tu t'en vas
- C'est l'homme qui fait l'homme

## Membres
- Nastou Traoré
- Michel Gohou
- Wabehi Amélie
- Vieux Siriki (décédé en 2003)
- Yap's
- Daouda Traoré
- Maiga Sédatif (décédé en 2001)